# Atopomyrmex mocquerysi
Atopomyrmex mocquerysi é uma espécie de inseto do gênero Atopomyrmex, pertencente à família Formicidae.